# Heteroscada
Heteroscada är ett släkte av fjärilar. Heteroscada ingår i familjen praktfjärilar.

## Dottertaxa tillHeteroscada, i alfabetisk ordning[1]
- Heteroscada amplificata
- Heteroscada batesi
- Heteroscada delicata
- Heteroscada dubia
- Heteroscada echo
- Heteroscada ethica
- Heteroscada euritaea
- Heteroscada euritea
- Heteroscada galinthias
- Heteroscada garleppi
- Heteroscada gazoria
- Heteroscada huascara
- Heteroscada junina
- Heteroscada karschina
- Heteroscada kusa
- Heteroscada lamidia
- Heteroscada majuscula
- Heteroscada nigrocollaris
- Heteroscada ortygia
- Heteroscada perpuncta
- Heteroscada philemon
- Heteroscada phyllodoce
- Heteroscada quotidiana
- Heteroscada reckia
- Heteroscada reckii
- Heteroscada theaphia
- Heteroscada xanthina
- Heteroscada yanina
- Heteroscada zemira
- Heteroscada zeroca
- Heteroscada zibia